# Breitscheidt
Breitscheidt ist eine Ortsgemeinde im Landkreis Altenkirchen (Westerwald) in Rheinland-Pfalz. Sie gehört der Verbandsgemeinde Hamm (Sieg) an.

## Geographie
Die Ortsgemeinde liegt nördlich der Sieg-Wied-Wasserscheide oberhalb von Pracht und Hamm (Sieg), die sich im Norden befinden; weitere unmittelbare Nachbargemeinden sind Seelbach, Hilgenroth und Birkenbeul.
Zu Breitscheidt gehören außer dem namengebenden Ort die Ortsteile Heide, Mühlental, Pfannenschoppen, Thalhausen und Unterschützen.

## Geschichte
Seit dem Mittelalter zählten Breitscheidt und Unterschützen zur Grafschaft Sayn. Nach der Einführung der Reformation in der Grafschaft Sayn wurden die Einwohner erst lutherisch und später reformiert. Nach der Landesteilung der Grafschaft Sayn im 17. Jahrhundert gehörten Breitscheidt und Unterschützen zur Grafschaft Sayn-Hachenburg. Breitscheidt bildete innerhalb des Kirchspiels Hamm einen „Sende“ genannten eigenen Verwaltungsbezirk, zu dem auch die Orte Thalhausen und Unterschützen gehörten. Die Grafschaft Sayn-Hachenburg war 1799 auf dem Erbweg an die Fürsten von Nassau-Weilburg gefallen. 1806 traten die beiden nassauischen Fürsten dem napoleonischen Rheinbund bei, sodass die Region von 1806 an zum Herzogtum Nassau gehörte. Aufgrund der auf dem Wiener Kongress (1815) getroffenen Vereinbarungen wurde das Kirchspiel Hamm an das Königreich Preußen abgetreten.
Unter der preußischen Verwaltung wurde Breitscheidt der Bürgermeisterei Hamm im neu errichten Kreis Altenkirchen zugeordnet, der von 1822 an zur Rheinprovinz gehörte.
Die heutige Gemeinde entstand am 7. Juni 1969 durch Neubildung aus den Gemeinden Breitscheidt (529 Einwohner) und Unterschützen (118 Einwohner).
Bevölkerungsentwicklung
Die Entwicklung der Einwohnerzahl von Breitscheidt bezogen auf das heutige Gemeindegebiet; die Werte von 1871 bis 1987 beruhen auf Volkszählungen:
| Jahr | Einwohner |
| 1815 | 197       |
| 1835 | 244       |
| 1871 | 393       |
| 1905 | 548       |
| 1939 | 496       |
| 1950 | 607       |

| Jahr | Einwohner |
| 1961 | 634       |
| 1970 | 657       |
| 1987 | 704       |
| 1997 | 959       |
| 2005 | 1.027     |
| 2023 | 1.028     |

## Religion
42 % der Einwohner sind evangelisch, 17 % katholisch. Die Protestanten gehören zur Kirchengemeinde Hamm im Kirchenkreis Altenkirchen der Evangelischen Kirche im Rheinland, die Katholiken zur Pfarrei St. Jakobus und Joseph mit Sitz in Altenkirchen, deren nächste Filialkirchen sich in Hamm (St. Joseph) und Marienthal (Wallfahrtskirche „Zur schmerzhaften Mutter“) befinden.

## Politik

### Gemeinderat
Der Gemeinderat in Breitscheidt besteht aus 16 Ratsmitgliedern, die bei der Kommunalwahl am 9. Juni 2024 in einer Mehrheitswahl gewählt wurden, und dem ehrenamtlichen Ortsbürgermeister als Vorsitzendem.

### Bürgermeister
Helmut Rötzel wurde im Juli 2019 Ortsbürgermeister von Breitscheidt. Bei der Direktwahl am 26. Mai 2019 war er mit einem Stimmenanteil von 81,06 % gewählt worden. Bei der Direktwahl am 9. Juni 2024 wurde er ohne Gegenkandidat mit 87,6 % der Stimmen für weitere fünf Jahre in seinem Amt bestätigt.
Rötzel ist Nachfolger von Aloys Lück, der nach 21 Jahren im Amt bei der Wahl 2019 nicht erneut angetreten war.

## Verkehr
In Breitscheidt befindet sich ein Bahnhof an der Bahnstrecke Engers–Au, welcher von den Nahverkehrszügen der Linie RB 90 Kreuztal – Siegen Hbf – Wissen – Au (Sieg) – Altenkirchen (Westerwald) – Hachenburg – Nistertal/Bad Marienberg – Westerburg – Limburg (Lahn) der Hessischen Landesbahn (HLB) nach dem Rheinland-Pfalz-Takt in der Regel stündlich in beide Richtungen angefahren wird, auch am Wochenende und an gesetzlichen Feiertagen. Auf dem Abschnitt Altenkirchen (Westerwald) – Au (Sieg) besteht von Montag bis Freitag teilweise ein 30-Minuten-Takt.
| Linie | Verlauf | Takt                                             |
| ----- | --- | ------------------------------------------------ |
| RB90  | Westerwald-Sieg-Bahn: (Kreuztal – Siegen-Geisweid – Siegen-Weidenau –)* Siegen Hbf – Eiserfeld (Sieg) – Niederschelden Nord – Niederschelden – Mudersbach – Brachbach – Freusburg Siedlung – Kirchen – Betzdorf (Sieg) – Scheuerfeld (Sieg) – Niederhövels – Wissen (Sieg) – Etzbach – Au (Sieg) – Geilhausen – Hohegrete – Breitscheidt (Kr Altenkirchen Ww) – Kloster Marienthal (wochentags zweistdl.) – Obererbach – Altenkirchen (Westerwald) – Ingelbach – Hattert – Hachenburg – Unnau-Korb – Nistertal-Bad Marienberg (– Büdingen (Westerw) – Enspel – Rotenhain) (zweistündlich) – Langenhahn – Westerburg – Willmenrod – Berzhahn – Wilsenroth – Frickhofen – Niederzeuzheim – Hadamar – Niederhadamar – Elz (Kr Limburg/Lahn) – Staffel – Diez Ost – Limburg (Lahn) * einzelne Züge an Werktagen Stand: Fahrplanwechsel Dezember 2024 | 60 min zus. Verstärkerzüge Betzdorf–Altenkirchen |

Der Bahnhof Au (Sieg) ist mit dem Zug etwa acht Minuten entfernt: Dort besteht Anschluss an die S-Bahn-Linie S 12 der S-Bahn Köln über Siegburg/Bonn, Troisdorf, Köln und Horrem nach Düren, zum Rhein-Sieg-Express (RE 9), welcher zwischen Siegen, Au, Siegburg/Bonn, Troisdorf und Köln nach Aachen pendelt.
Am Bahnhof Au (Sieg) sowie am Bahnhof Altenkirchen (Westerwald) befinden sich Park-and-Ride-Anlagen für PKW und Krafträder sowie in Altenkirchen auch eine Bike-and-Ride-Anlage zum Abstellen von Fahrrädern.
Da der Landkreis Altenkirchen seit dem 1. Januar 2009 Mitglied im Verkehrsverbund Rhein-Mosel (VRM) ist und der Tarif des Verkehrsverbundes Rhein-Sieg (VRS) als Übergangstarif aus der VRS-Region in den Landkreis anerkannt ist, ist es möglich, hier zum VRM-, VRS- oder DB/Vectus-Tarif nach Breitscheidt zu reisen.